# Andreas Schweiger (Boxer)
Andreas Schweiger (* 22. Juli 1965 in Oldenburg) ist ein ehemaliger deutscher Boxer. Er war deutscher Meister im Supermittelgewicht.

## Leben
Schweiger stand im Juli 1987 erstmals als Berufsboxer im Ring, aus seinen ersten elf Kämpfen holte er zehn Siege und musste eine Niederlage einstecken. Im Juli 1989 bestritt er seinen ersten Kampf um die deutsche Meisterschaft, verlor im Supermittelgewicht jedoch gegen Mike Wissenbach. Im Mai 1990 trat er in Hamburg gegen Ali Saidi an, es ging um den vakanten deutschen Meistertitel im Halbschwergewicht. Schweiger verlor. Im Januar 1991 verpasste er eine weitere Titelgelegenheit, als er um die internationale deutsche Meisterschaft im Supermittelgewicht boxte, aber Horace Fleary unterlag.
Ende Juni 1991 errang Schweiger durch einen Sieg über Harald Schulte schließlich den deutschen Meistertitel im Supermittelgewicht. Er bezwang Schulte auch im Rückkampf, der Ende Februar 1992 stattfand. Schweiger verlor seinen Titel im April 1992 durch eine Niederlage gegen Andreas Marks. Anschließend bestritt Schweiger keinen Kampf als Berufsboxer mehr. Er blieb dem Boxsport als Ring- und Punktrichter treu.